# Ivanje selo
Ivanje selo je naselje u slovenskoj Općini Cerknici. Ivanje selo se nalazi u pokrajini Notranjskoj i statističkoj regiji Notranjsko-kraškoj. 

## Stanovništvo
Prema popisu stanovništva iz 2002. godine naselje je imalo 231 stanovnika.